# 17α-羟孕烯醇酮
17α-羟孕烯醇酮（英語：17α-Hydroxypregnenolone）是一种孕烷类（C21）甾体物质，由孕烯醇酮在C17的α位羟基化而来。体内的17α-羟孕烯醇酮由肾上腺和生殖腺的线粒体细胞色素P450氧化酶——17α-羟化酶（CYP17A1）氧化而来。人类体内的17α-羟孕烯醇酮在青春期末达到高峰，随后下降，在孕期也有较高浓度。

类固醇激素生成途径与酶